# Цинкокопіапіт
Цинкокопіапіт (рос. цинкокопиапит; англ. zincocopiapite; нім. Zink-Copiapit m) — мінерал, водний сульфат цинку і заліза.
Назва походить від назви хімічного елементу цинк і назви мінералу копіапіту (Tu Kwang-chich, Li Hsi-lin, Hsieh Hsen-deh, Yin Shu-sen, 1964).

## Опис
Хімічна формула: ZnFe43+[(SO4)6|(OH)2]•18H2O.
Склад у % (з родовища басейну Цадам, Китай): ZnO — 5,22; Fe2O3 — 25,35; SO3 — 41,23; H2O — 27,61.
Домішки: Na2O, K2O, CaO, MnO, FeO.
Сингонія триклінна. Пінакоїдальний вид. Утворює суцільні виділення й окремі кристали. Густина 2,181. Твердість 2. Колір жовтувато-зелений. Блиск скляний.

## Поширення
Широко розвинутий у зоні окиснення родовищ у басейні Цадам (Китай) разом з іншими сульфатами.